# Ставропольская митрополия
Ставропо́льская митропо́лия — митрополия Русской православной церкви на территории Ставропольского края России.

## История
В соответствии с Положением об областных преосвященных от 12 марта 1934 года во исполнение постановления Поместного Собора 1917—1918 годов о митрополичьих округах Временный Патриарший Священный Синод образовал церковные области в составе нескольких епархий, в том числе в границах Северо-Кавказского края была образована митрополия с центром в Пятигорске. Дата упразднения точно неизвестна. Скорее всего это произошло в 1943 году при проведении переустройства епископских кафедр.
7 июня 2012 года решением Священного Синода Русской православной церкви (журнал № 51) была создана Ставропольская митрополия, объединившая епархии Русской православной церкви на территории Ставропольского края: Ставропольскую, Георгиевскую, а также территорию Минераловодского, Предгорного и Кировского районов Пятигорской епархии. Главой митрополии назначен правящий архиерей Ставропольской епархии.

## Состав
Митрополия состоит из двух епархий и части третьей:
- Ставропольская епархия
- Георгиевская епархия
- Часть приходов Пятигорской епархии, что находится на территории Ставропольского края

## Митрополиты
- Кирилл (Покровский) с 7 июня 2012